# Gilbert Thereon Benson
Gilbert Thereon Benson (5 de mayo de 1896 - 16 de abril de 1928) fue un botánico estadounidense. Fue bibliotecario del Herbario Dudley, de la Universidad de Stanford, además de asistente curador.
Se especializó en el género Ceanothus.

## Algunas publicaciones
- 1930. The Trees and Shrubs of Western Oregon. Ed. Stanford Univ. Press, 170 pp.

## Honores

### Eponimia
Género
- (Saxifragaceae) Bensoniella C.V.Morton[2]
- La abreviatura «G.T.Benson» se emplea para indicar a Gilbert Thereon Benson como autoridad en la descripción y clasificación científica de los vegetales.[3]